# Луукконен, Укко-Пекка
Укко-Пекка Луукконен (англ. Ukko-Pekka Luukkonen; род. 9 марта 1999, Эспоо, Южная Финляндия) — финский хоккеист, вратарь клуба НХЛ «Баффало Сейбрз».

## Ранние годы
Укко-Пекка Луукконен родился в городе Эспоо в Финляндии в 1999 году, а детство провёл в городе Хювинкяа. Помимо хоккея, в детстве он увлекался футболом, флорболом и игрой на флейте. Его кумирами в хоккее были вратари Миикка Кипрусофф и Туукка Раск.

## Карьера

### Юниорская
В 2017 году был выбран на драфте НХЛ во втором раунде под общим 54-м номером командой «Баффало Сейбрз». 14 июня 2018 года он подписал трёхлетний контракт новичка с этой командой. Но после этого на сезон 2018-19 он отправился в Канадскую хоккейную лигу, на драфте которой он был выбран командой Садбери Вулвз. В конце сезона он дебютировал за фарм-клуб «Сейбрз» — «Рочестер Американс» и перенёс успешную операцию на бедре.
Сезон 2019/20 провёл в ECHL в команде Цинциннати Сайклонс. Сезон был для него успешным, он сыграл в матче всех звёзд лиги.

### Профессиональная
Начало хоккейного сезона 2020/21 в Северной Америке было отложено из-за вспышки заболеваемости COVID-19, и Луукконен отправился в аренду в финский ТПС. В январе 2021 он вернулся в Северную Америку, и большую часть сезона провёл в составе «Рочестер Американс». 23 апреля дебютировал в НХЛ в матче против «Бостон Брюинз», который «Сейбрз» выиграли 6-4.
Большую часть сезона 2021/22 также провёл в составе «Рочестер Американс», за основную команду сыграл 9 раз.
В сезоне 2022/23 после травмы Эрика Комри получил шанс закрепиться в основном составе команды и воспользовался им. Его успешная игра была отмечена лигой: в январе 2023 он получил награду «новичок месяца». После сезона Луукконену сделали операцию на лодыжке.
Сезон 2023/24 начал одним из трёх вратарей «Сейбрз». Девон Леви, игравший в первых четырёх матчах, получил травму нижней части тела, после чего Луукконен и Комри делили игровое время примерно поровну. Прорывным для Луукконена стало начало 2024 года, когда он лидировал в лиге по проценту отраженных бросков, 15 и 18 января он провёл два «сухих» матча подряд. По итогам сезона Луукконен окончательно утвердился в качестве первого вратаря «Сейбрз».
24 июля подписал с «Баффало Сейбрз» 5-летний контракт на сумму $23,75 млн.

### Международная
С 2015 года регулярно привлекался в юниорские и молодёжную сборные Финляндии. В 2015 году сыграл одну игру за юниорскую сборную Финляндии на Кубке вызова. В 2016 и 2017 годах играл за юниорскую сборную Финляндии на юниорских чемпионатах мира, выиграв золото и серебро соответственно.
В 2018 и 2019 годах играл за молодёжную сборную Финляндии на молодёжном чемпионате мира, где сборная заняла шестое и первое места соответственно.